# Henk de Kort
Hendrik Gerdinus (Henk) de Kort (Kerkwijk, 10 februari 1934 – Gameren, 15 augustus 2018) was een Nederlands politicus van de ARP en later het CDA.
Hij is geboren en opgegroeid in de gemeente Kerkwijk. Hij werkte als veehouder in Bruchem, dat tot die gemeente behoorde. Daarnaast was hij actief in de lokale politiek. 
In 1970 kwam hij voor de ARP in de gemeenteraad van Kerkwijk en in 1974 werd hij tevens wethouder en locoburgemeester. Na de pensionering van burgemeester W. van Veeren van Kerkwijk op 1 februari 1975 nam De Kort ruim drie maanden diens functie waar. Vervolgens was Henk Dorland van mei 1975 tot oktober 1982 daar de burgemeester. Toen die eind 1982 benoemd werd tot burgemeester van Werkendam, werd De Kort tot diens eigen verbazing door de commissaris van de koningin Molly Geertsema gevraagd om waarnemend burgemeester van Kerkwijk te worden. Omdat er een gemeentelijke herindeling van de Bommelerwaard aan zat te komen, zou het maar om een periode van 15 maanden gaan. Hij stemde in, maar omdat die herindeling niet doorging werd De Kort in december 1988 daar alsnog benoemd tot burgemeester. Hij woonde toen nog op de boerderij te Bruchem die hij daarvoor al aan diens zoon had overgelaten. Begin 1995 kreeg hij als burgemeester te maken met de verplichte evacuatie van de Bommelerwaard. Op 1 januari 1999 werd Kerkwijk toegevoegd aan de gemeente Zaltbommel waarmee zijn functie kwam te vervallen. De Kort werd uitgeroepen tot ereburger van de gemeente Zaltbommel en benoemd tot Ridder in de Orde van Oranje Nassau. 
In 2018 overleed hij op 84-jarige leeftijd.
In Bruchem is de Burgemeester de Kortstraat naar hem vernoemd.